# 斯克里亚比诺农村居民点
斯克里亚比诺农村居民点（俄语：Скрябинское сельское поселение）是俄罗斯联邦布良斯克州维戈尼奇区所属的一个农村居民点。其下辖有3个居民点，行政中心为斯克里亚比诺。据2015年统计，该农村居民点的人口为1150人。